# アテネ憲章
アテネ憲章（アテネけんしょう、The Athens Charter）とは近代建築運動の中、「機能的都市」を議題とした1933年のCIAM（近代建築国際会議）で採択された都市計画及び建築に関する理念。近代都市のあるべき姿を提案している。全95条からなる。

## 概要
アテネ憲章は、1933年に行われたCIAM（近代建築国際会議）第4回会議における成果で、都市計画についても考え方をまとめたものである。都市から「住む」、「働く」、「レクリェーション」、「交通」の４機能を取り出し、これらを操作することによって都市を作り上げようという方法であり、その計画の技術を述べている。その後、世界各地で計画された新都市に大きな影響を与えたとされる。
とくに重視しているのが、「住む」である。憲章は、「住居」につき、都市の中の最上の地に置くこと、健康の重視、適当な人口密度、最小限の日照、幹線道路に沿った配置の禁止、現代建築技術の利用、高層住宅は距離を離して地上は開放すること、などを提唱している。「働く」場である「職場」については、住居との距離を最小に抑えること、工場地域は住居地域と緑地帯で離すこと、などを示す。そして、この機能的に分離された都市を結ぶのが「交通」で、主要交差点は立体交差とし、歩車道を分離し、幹線道路と住宅地の道路は機能で分け、幹線道路は緑地帯で囲む。
建築家ル・コルビュジエが提唱した「輝く都市」の理念に沿った内容で、都市の機能は住居・労働・余暇・交通にあり、都市は「太陽・緑・空間」をもつべきである、としている。
アテネ憲章は機能主義による明快な都市計画理論として、各国の都市計画に大きな影響を与えたが、1950年代にはCIAM内部でも批判が起こり、その後も、ジェイン・ジェイコブズが著した『アメリカ大都市の死と生』など、様々な立場から批判を受けた。

## 文献
- ル・コルビュジエ、吉阪隆正編訳　『アテネ憲章』　SD選書102．鹿島出版会、1976年
- 「アテネ憲章成立過程の再考」（「建築雑誌」1999年6月）

John R.Goldの論文の紹介